# Jean Bernard Djambou
Jean Bernard Djambou (* 11. Mai 1947) ist ein ehemaliger kamerunischer Radrennfahrer.

## Sportliche Laufbahn
Djambou war im Straßenradsport aktiv. Er war Teilnehmer der Olympischen Sommerspiele 1972 in München. Das olympische Straßenrennen beendete er nicht. Im Mannschaftszeitfahren kam der Vierer aus Kamerun mit Jean Bernard Djambou, Joseph Evouna, Joseph Kono und Nicolas Owona auf den 33. Rang. Über sein weiteres Leben und seine sportlichen Erfolge ist nichts bekannt.